# 멍청씨 부부 이야기 (영화)
《멍청씨 부부 이야기》(영어: The Twits)는 2025년 공개 예정인 미국의 코미디 영화이다. 필 존스턴이 감독을 맡았으며, 로알드 달의 동명 소설이 영화의 원작이다.

## 성우진
- 내털리 포트먼
- 에밀리아 클라크
- 마고 마틴데일
- 조니 베가스